# Воскреничі Великі
Воскреничі Великі (Воскшеніце-Дуже, пол. Woskrzenice Duże) — село в Польщі, у гміні Біла Підляська Більського повіту Люблінського воєводства. Населення — 472 особи (2011).

## Історія
1678 року вперше згадується церква у Воскреничах.
За даними етнографічної експедиції 1869—1870 років під керівництвом Павла Чубинського, у селі переважно проживали греко-католики, які розмовляли українською мовою.
У 1902 році церква у Воскреничах перетворена на римо-католицький костел.
З грудня 1939 р. до вересня 1940 р. в селі вчителював Богдан Мостиський.
У 1943 році в селі мешкало 118 українців та 324 поляки.
У 1975—1998 роках село належало до Білопідляського воєводства.

## Демографія
Демографічна структура станом на 31 березня 2011 року:
|          | Загалом | Допрацездатний вік | Працездатний вік | Постпрацездатний вік |
| -------- | ------- | ------------------ | ---------------- | -------------------- |
| Чоловіки | 238     | 65                 | 160              | 13                   |
| Жінки    | 234     | 50                 | 139              | 45                   |
| Разом    | 472     | 115                | 299              | 58                   |